# ГЕС Барра-Боніта
ГЕС Барра-Боніта (порт. Barragem de Barra Bonita) — гідроелектростанція на сході Бразилії у штаті Сан-Паулу. Знаходячись перед ГЕС Барірі, становить верхній ступінь каскаду на річці Тіете, лівій притоці Парани.
У межах проекту річку перекрили бетонною греблею довжиною 480 метрів, облаштувавши біля лівого берега судноплавний шлюз, по центру п'ять водопропускних шлюзів, а у правобережній частині машинний зал. Ця споруда утримує витягнуте по долині річки на 150 км водосховище з площею поверхні 310 км2 та об'ємом 3622 млн м3 (корисний об'єм 2566 млн м3), в якому можливе коливання рівня поверхні між позначками 439,5 і 451,5 метра НРМ.
Машинний зал обладнали чотирма турбінами типу Каплан потужністю по 35,19 МВт, що працюють при напорі 23,5 метра.
Видача продукції відбувається по ЛЕП, розрахованій на роботу під напругою 138 кВ.